# 鲁砚
鲁砚是产于中国山东的一类砚台，包含红丝砚、砣矶砚、尼山砚等许多种类，其中红丝砚在张华《博物志》、柳公权《论砚》、欧阳修《砚谱》中都被评为“天下第一”。但“鲁砚”一词是20世纪末才出现的。

## 历史
1970年代，青岛市工艺美术研究所在山东各地调研，发现大量砚石。1978年，山东的各个砚种在北京团城举办“鲁砚汇报展”，艺术家石可随后又于1979年出版了《鲁砚》和《鲁砚谱》，“鲁砚”这个称呼确定下来。

## 材料
鲁砚有十余种，除去红丝砚外，还有淄砚、尼山砚、砣矶砚、田横砚、金星砚、徐公砚、薛南山砚、浮来山砚、多福砚、龟石砚、鲁柘砚等。